# President pro tempore i USA:s senat
USA:s senats president pro tempore (engelska: President pro tempore of the United States Senate) är den näst högsta befattningen i USA:s senat, efter USA:s vicepresident som ex officio är senatens president. Pro tempore är latin för "tillförordnad". Presidenten pro tempore väljs bland senatens ledamöter.
Senator Chuck Grassley från delstaten Iowa är senatens president pro tempore sedan 3 januari 2025. 

## Funktion och roll
Presidenten pro tempore uppgift är att presidera över senaten när inte senatens president kan delta. I praktiken leder dock såväl presidenten som presidenten pro tempore kammarens överläggningar endast vid vissa särskilda tillfällen, då rollen som mötesordförande brukar delegeras vidare till andra (ofta nyvalda) senatorer från partiet med majoritet.
Senatens verksamhet, dvs dess politiska agenda, leds indirekt i praktiken av senatens majoritetsledare som har företräde att göra anföranden före av alla andra senatorer. 
Uppdraget som president pro tempore brukar av sedvana tillfalla den senator från partiet med majoritet eller pluralitet i kammaren som haft uppdraget som senator under längst tid. 

### Successionsordning till USA:s president
Presidenten pro tempore i USA:s senat ingår i successionsordningen för USA:s president som tredje person, efter talmannen i USA:s representanthus och innan USA:s utrikesminister.

## Lista över ämbetsinnehavare

### 1700-talet
| Nr | Porträtt | Namn              | Delstat        | Parti                 | Tillträde        | Avgång           | Not   |
| -- | -------- | ----------------- | -------------- | --------------------- | ---------------- | ---------------- | ----- |
|    |          | John Langdon      | New Hampshire  | Federalisterna        | 6 april 1789     | 9 augusti 1789   | [ 2 ] |
|    |          | Richard Henry Lee | Virginia       | Anti-administrationen | 18 april 1792    | 8 oktober 1792   | [ 2 ] |
|    |          | John Langdon      | New Hampshire  | Federalisterna        | 5 november 1792  | 2 december 1793  | [ 2 ] |
|    |          | Ralph Izard       | South Carolina | Federalisterna        | 31 maj 1794      | 9 november 1794  | [ 2 ] |
|    |          | Henry Tazewell    | Virginia       | Demokrat-republikan   | 20 februari 1795 | 8 december 1795  | [ 2 ] |
|    |          | Samuel Livermore  | New Hampshire  | Federalisterna        | 6 maj 1796       | 4 december 1796  | [ 2 ] |
|    |          | William Bingham   | Pennsylvania   | Federalisterna        | 16 februari 1797 | 3 mars 1797      | [ 2 ] |
|    |          | William Bradford  | Rhode Island   | Federalisterna        | 6 juli 1797      | oktober 1797     | [ 2 ] |
|    |          | Jacob Read        | South Carolina | Federalisterna        | 22 november 1797 | 12 december 1797 | [ 2 ] |
|    |          | Theodore Sedgwick | Massachusetts  | Federalisterna        | 27 juni 1798     | 5 december 1798  | [ 2 ] |
|    |          | John Laurance     | New York       | Federalisterna        | 6 december 1798  | 27 december 1798 | [ 2 ] |
|    |          | James Ross        | Pennsylvania   | Federalisterna        | 1 mars 1799      | 1 december 1799  | [ 2 ] |
|    |          | Samuel Livermore  | New Hampshire  | Federalisterna        | 2 december 1799  | 29 december 1799 | [ 2 ] |

### 1800-talet
| Nr | Porträtt | Namn               | Delstat        | Parti               | Tillträde        | Avgång          | Not   |
| -- | -------- | ------------------ | -------------- | ------------------- | ---------------- | --------------- | ----- |
|    |          | John Gaillard      | South Carolina | Demokrat-republikan | 25 januari 1820  | 4 december 1825 | [ 2 ] |
|    |          | William R. King    | Alabama        | Demokraterna        | 1 juli 1836      | 4 mars 1841     | [ 2 ] |
|    |          | Solomon Foot       | Vermont        | Republikanerna      | 16 februari 1861 | 13 april 1864   | [ 2 ] |
|    |          | Henry B. Anthony   | Rhode Island   | Republikanerna      | 23 mars 1869     | 24 januari 1873 | [ 2 ] |
|    |          | John James Ingalls | Kansas         | Republikanerna      | 26 februari 1887 | 2 mars 1891     | [ 2 ] |
|    |          | William P. Frye    | Maine          | Republikanerna      | 7 februari 1896  | 27 april 1911   | [ 2 ] |

### 1900-talet
| Nr | Porträtt | Namn                  | Delstat        | Parti          | Tillträde        | Avgång           | Not   |
| -- | -------- | --------------------- | -------------- | -------------- | ---------------- | ---------------- | ----- |
|    |          | James Paul Clarke     | Arkansas       | Demokraterna   | 13 mars 1913     | 1 oktober 1916   | [ 2 ] |
|    |          | Willard Saulsbury Jr. | Delaware       | Demokraterna   | 14 december 1916 | 3 mars 1919      | [ 2 ] |
|    |          | Albert B. Cummins     | Iowa           | Republikanerna | 19 maj 1919      | 6 mars 1925      | [ 2 ] |
|    |          | George H. Moses       | New Hampshire  | Republikanerna | 6 mars 1925      | 3 mars 1933      | [ 2 ] |
|    |          | Key Pittman           | Nevada         | Demokraterna   | 9 mars 1933      | 10 november 1940 | [ 2 ] |
|    |          | William H. King       | Utah           | Demokraterna   | 19 november 1940 | 3 januari 1941   | [ 2 ] |
|    |          | Pat Harrison          | Mississippi    | Demokraterna   | 6 januari 1941   | 22 juni 1941     | [ 2 ] |
|    |          | Carter Glass          | Virginia       | Demokraterna   | 10 juli 1941     | 2 januari 1945   | [ 2 ] |
|    |          | Kenneth McKellar      | Tennessee      | Demokraterna   | 6 januari 1945   | 2 januari 1947   | [ 2 ] |
|    |          | Arthur H. Vandenberg  | Michigan       | Republikan     | 4 januari 1947   | 2 januari 1949   | [ 2 ] |
|    |          | Kenneth McKellar      | Tennessee      | Demokraterna   | 3 januari 1949   | 2 januari 1953   | [ 2 ] |
|    |          | Styles Bridges        | New Hampshire  | Republikanerna | 3 januari 1953   | 4 januari 1955   | [ 2 ] |
|    |          | Walter F. George      | Georgia        | Demokraterna   | 5 januari 1955   | 2 januari 1957   | [ 2 ] |
|    |          | Carl Hayden           | Arizona        | Demokraterna   | 3 januari 1957   | 2 januari 1969   | [ 2 ] |
|    |          | Richard Russell       | Georgia        | Demokraterna   | 3 januari 1969   | 21 januari 1971  | [ 2 ] |
|    |          | Allen J. Ellender     | Louisiana      | Demokraterna   | 22 januari 1971  | 27 juli 1972     | [ 2 ] |
|    |          | James Eastland        | Mississippi    | Demokraterna   | 28 juli 1972     | 27 december 1978 | [ 2 ] |
|    |          | Warren Magnuson       | Minnesota      | Demokraterna   | 15 januari 1979  | 4 december 1980  | [ 2 ] |
|    |          | Milton Young          | North Dakota   | Republikanerna | 5 december 1980  | 6 december 1980  | [ 2 ] |
|    |          | Warren Magnuson       | Minnesota      | Demokraterna   | 6 december 1980  | 4 januari 1981   | [ 2 ] |
|    |          | Strom Thurmond        | South Carolina | Republikanerna | 5 januari 1981   | 5 januari 1987   | [ 2 ] |
|    |          | John C. Stennis       | Mississippi    | Demokraterna   | 6 januari 1987   | 3 januari 1989   | [ 2 ] |
|    |          | Robert Byrd           | West Virginia  | Demokraterna   | 3 januari 1989   | 3 januari 1995   | [ 2 ] |
|    |          | Strom Thurmond        | South Carolina | Republikanerna | 4 januari 1995   | 3 januari 2001   | [ 2 ] |

### 2000-talet
| Nr | Porträtt | Namn           | Delstat        | Parti          | Tillträde        | Avgång           | Not   |
| -- | -------- | -------------- | -------------- | -------------- | ---------------- | ---------------- | ----- |
|    |          | Robert Byrd    | West Virginia  | Demokraterna   | 3 januari 2001   | 20 januari 2001  | [ 2 ] |
|    |          | Strom Thurmond | South Carolina | Republikanerna | 20 januari 2001  | 6 juni 2001      | [ 2 ] |
|    |          | Robert Byrd    | West Virginia  | Demokraterna   | 6 juni 2001      | 3 januari 2003   | [ 2 ] |
|    |          | Ted Stevens    | Alaska         | Republikanerna | 3 januari 2003   | 4 januari 2007   | [ 2 ] |
|    |          | Robert Byrd    | West Virginia  | Demokraterna   | 4 januari 2007   | 28 juni 2010     | [ 2 ] |
|    |          | Daniel Inouye  | Hawaii         | Demokraterna   | 28 juni 2010     | 17 december 2012 | [ 2 ] |
|    |          | Patrick Leahy  | Vermont        | Demokraterna   | 17 december 2012 | 3 januari 2015   | [ 2 ] |
|    |          | Orrin Hatch    | Utah           | Republikanerna | 3 januari 2015   | 3 januari 2019   |       |
|    |          | Chuck Grassley | Iowa           | Republikanerna | 3 januari 2019   | 20 januari 2021  |       |
|    |          | Patrick Leahy  | Vermont        | Demokraterna   | 20 januari 2021  | 3 januari 2023   |       |
|    |          | Patty Murray   | Washington     | Demokraterna   | 3 januari 2023   | 3 januari 2025   |       |
|    |          | Chuck Grassley | Iowa           | Republikanerna | 3 januari 2025   | nuvarande        |       |